# Thelma Todd
Thelma Todd (ur. 29 lipca 1906 w Lawrence, zm. 16 grudnia 1935 w Pacific Palisades) – amerykańska aktorka filmowa.
Zmarła w niewyjaśnionych okolicznościach. Ciało Todd znaleziono w jej kabriolecie zaparkowanym w garażu reżysera Rolanda Westa, a jako przyczynę śmierci aktorki podano zaczadzenie, co jednak opinia publiczna podała w wątpliwość.

## Filmografia
- 1926: Fascinating Youth jako Lorraine Lane
- 1928: Serce do serca jako Ruby Boyd
- 1930: The Real McCoy jako Thelma
- 1932: Końskie pióra jako Eleanor Espere
- 1936: Cygańskie dziewczę jako córka królowej Cyganów

## Wyróżnienia
Posiada swoją gwiazdę na Hollywoodzkiej Alei Gwiazd.